# Ragnar Søderlind
Ragnar Søderlind (nascido em 27 de junho de 1945) é um compositor norueguês. Ele escreveu balés e óperas, e trabalhos programáticos baseados em poemas.

## Trabalhos
- Trauermusik, op. 12, 1968